# Murex (mollusque)
Pour les articles homonymes, voir Murex.
Genre
Murex est un genre de mollusques gastéropodes marins de la famille des Muricidae.

## Description et caractéristiques
Il s'agit d'espèces tropicales carnivores et prédatrices, à la coquille très généralement munie de longues épines, souvent spectaculaires.

## Histoire scientifique
Ce nom de genre a été directement emprunté au mot latin murex qui, dans l'Antiquité méditerranéenne, désignait les gastéropodes dont on extrayait la « pourpre de Tyr ». Le terme a été officialisé par Carl von Linné en 1758, pour nommer un genre correspondant à ce type d'animaux. Depuis, l'ancien genre Murex a  été complètement démembré, et les deux principaux mollusques fournissant la pourpre décrits par Linné sous les appellations Murex brandaris et Murex trunculus sont désormais nommés Bolinus brandaris et Hexaplex trunculus. 
Le nom commun « murex » continue toutefois à faire collectivement référence à de nombreuses espèces de la famille des Muricidae.

## Liste des espèces
Selon World Register of Marine Species (6 septembre 2014) :
- Murex acanthostephes Watson, 1883
- Murex aduncospinosus Sowerby II, 1841
- Murex africanus Ponder & Vokes, 1988
- Murex altispira Ponder & Vokes, 1988
- Murex antelmei Viader, 1938
- Murex balkeanus Vokes, 1967
- Murex brevispina Lamarck, 1822
- Murex carbonnieri (Jousseaume, 1881)
- Murex concinnus Reeve, 1845
- Murex coppingeri E. A. Smith, 1884
- Murex echinodes Houart, 2011
- Murex falsitribulus Ponder & Vokes, 1988
- Murex forskoehlii Röding, 1798
- Murex huangi Houart, 2010
- Murex hystricosus Houart & Dharma, 2001
- Murex indicus Houart, 2011
- Murex kerslakae Ponder & Vokes, 1988
- Murex megapex Neubert, 1998
- Murex occa G. B. Sowerby II, 1834
- Murex ornamentalis Ponder & Vokes, 1988
- Murex pecten Lightfoot, 1786 - murex peigne de Vénus
- Murex philippinensis Parth, 1994
- Murex protocrassus Houart, 1990
- Murex queenslandicus Ponder & Vokes, 1988
- Murex salomonensis Parth, 1994
- Murex scolopax Dillwyn, 1817
- Murex somalicus Parth, 1990
- Murex spectabilis Ponder & Vokes, 1988
- Murex spicatus Ponder & Vokes, 1988
- Murex spinastreptos Houart, 2010
- Murex surinamensis Okutani, 1982
- Murex tenuirostrum Lamarck, 1822
- Murex ternispina Lamarck, 1822
- Murex textilis Gabb, 1873
- Murex trapa Röding, 1798
- Murex tribulus Linnaeus, 1758
- Murex troscheli Lischke, 1868

Noms en synonymie
- Murex elegans Donovan, 1803, un synonyme de Clathurella elegans (Donovan, 1803)
- Murex trunculus, un synonyme de Hexaplex trunculus

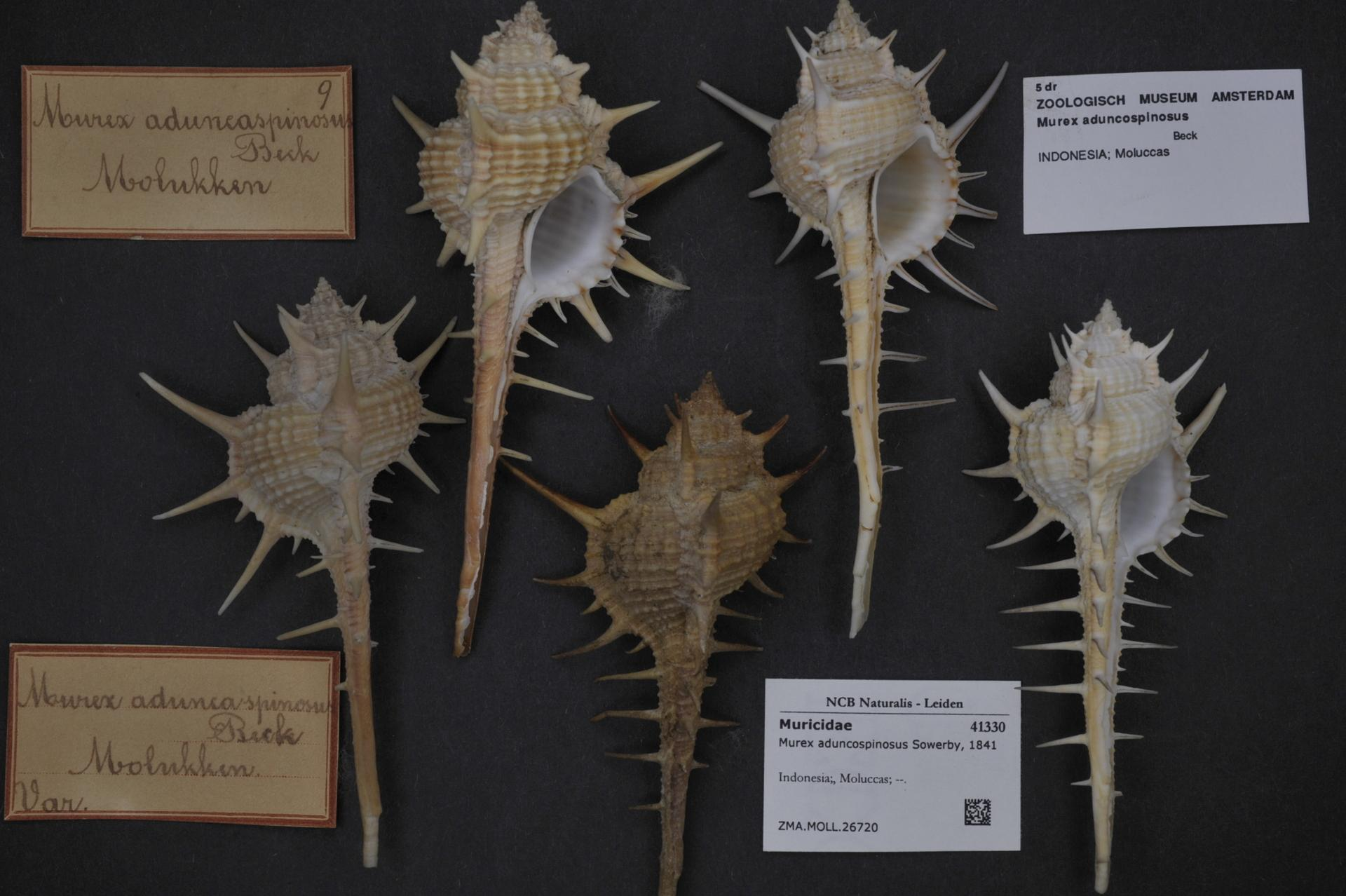
Murex aduncospinosus
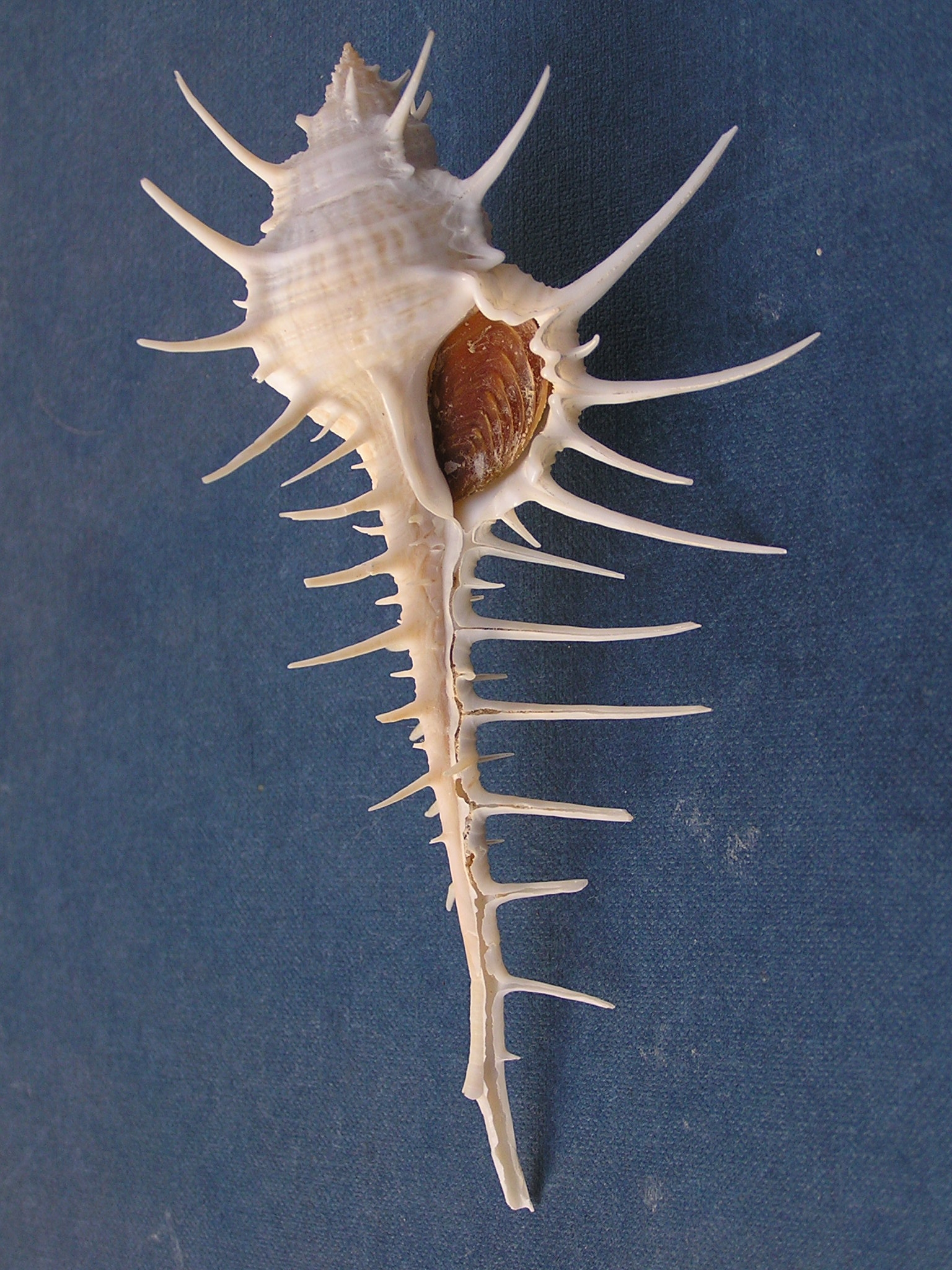
Murex altispira
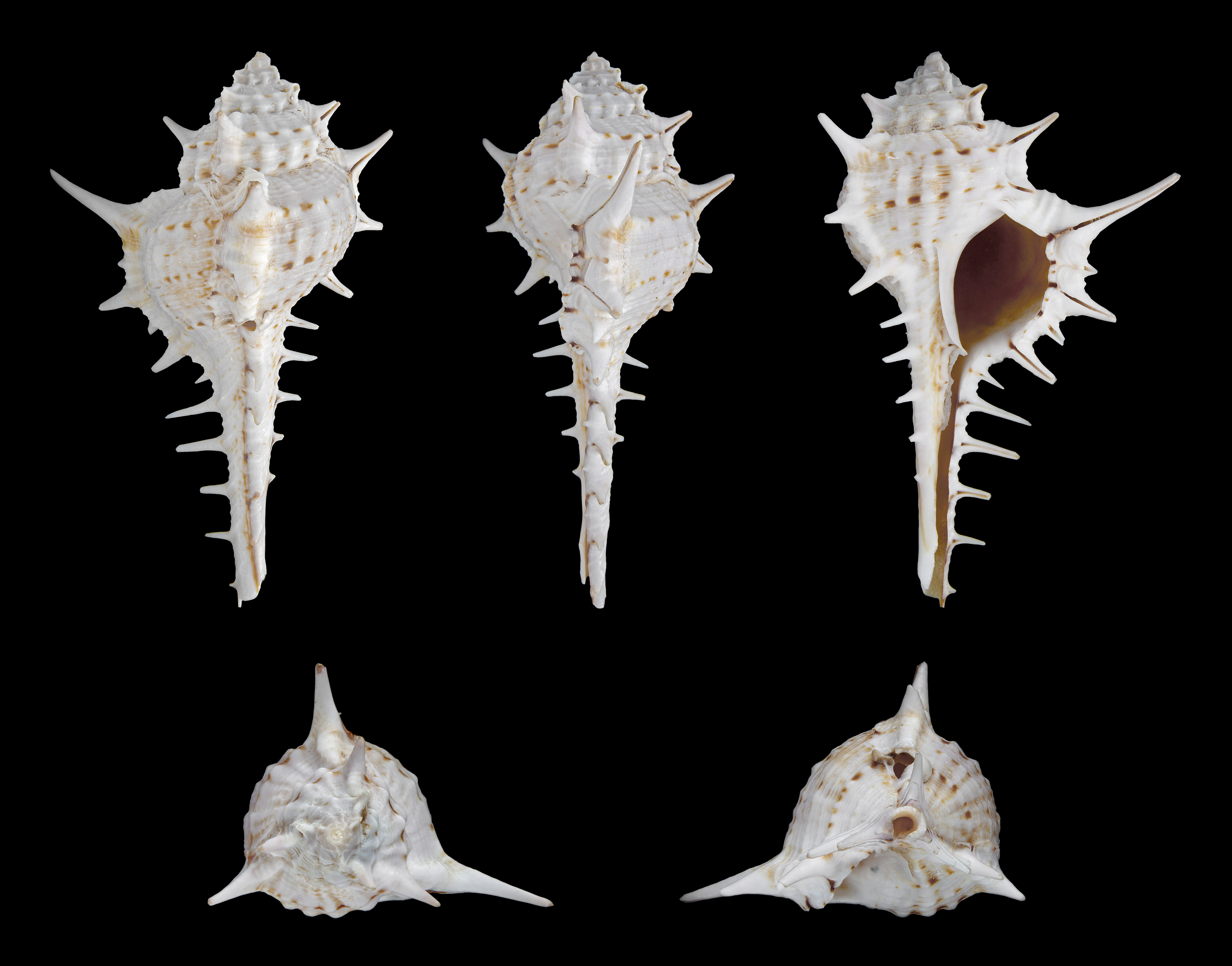
Murex carbonnieri
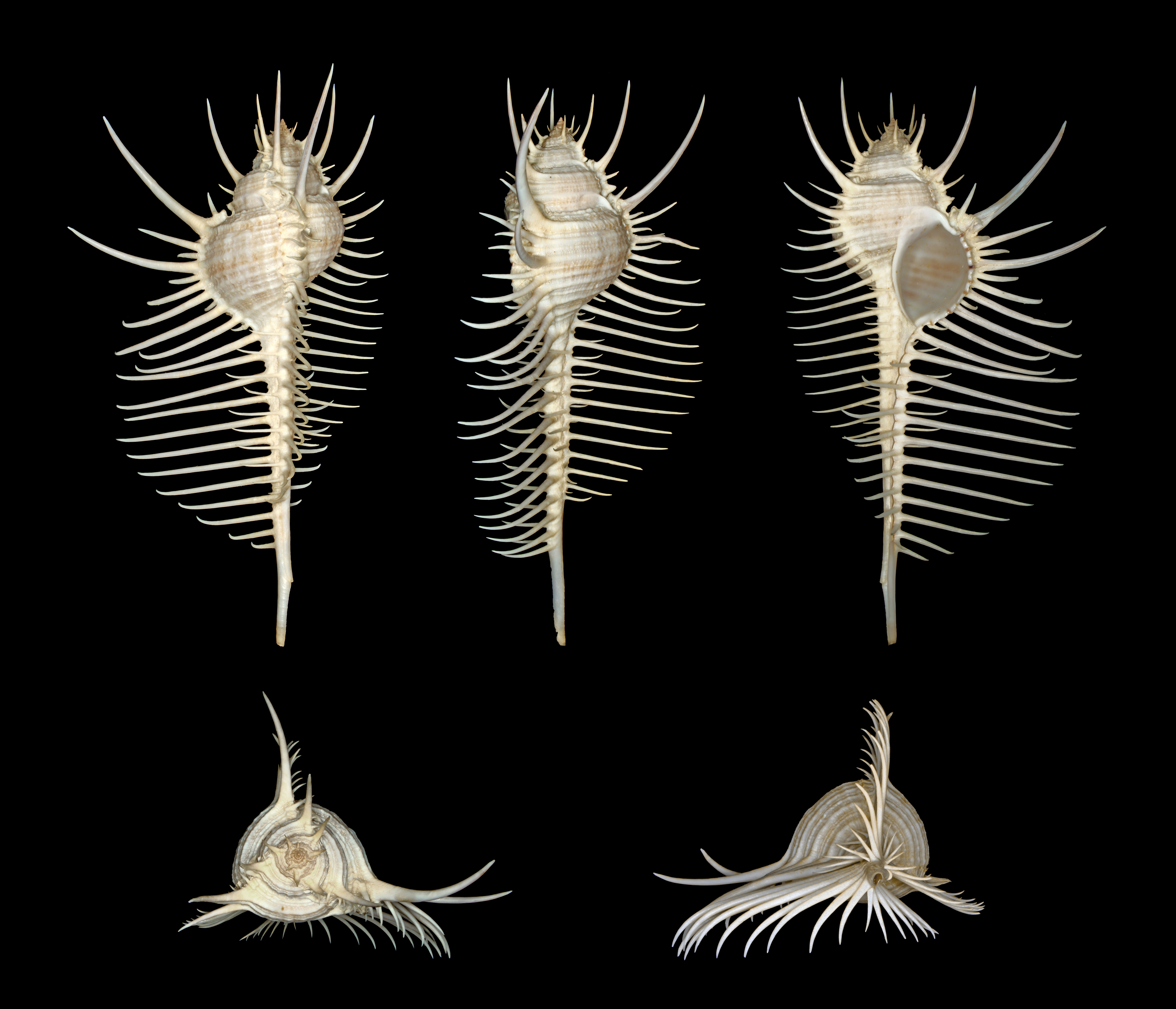
Murex pecten
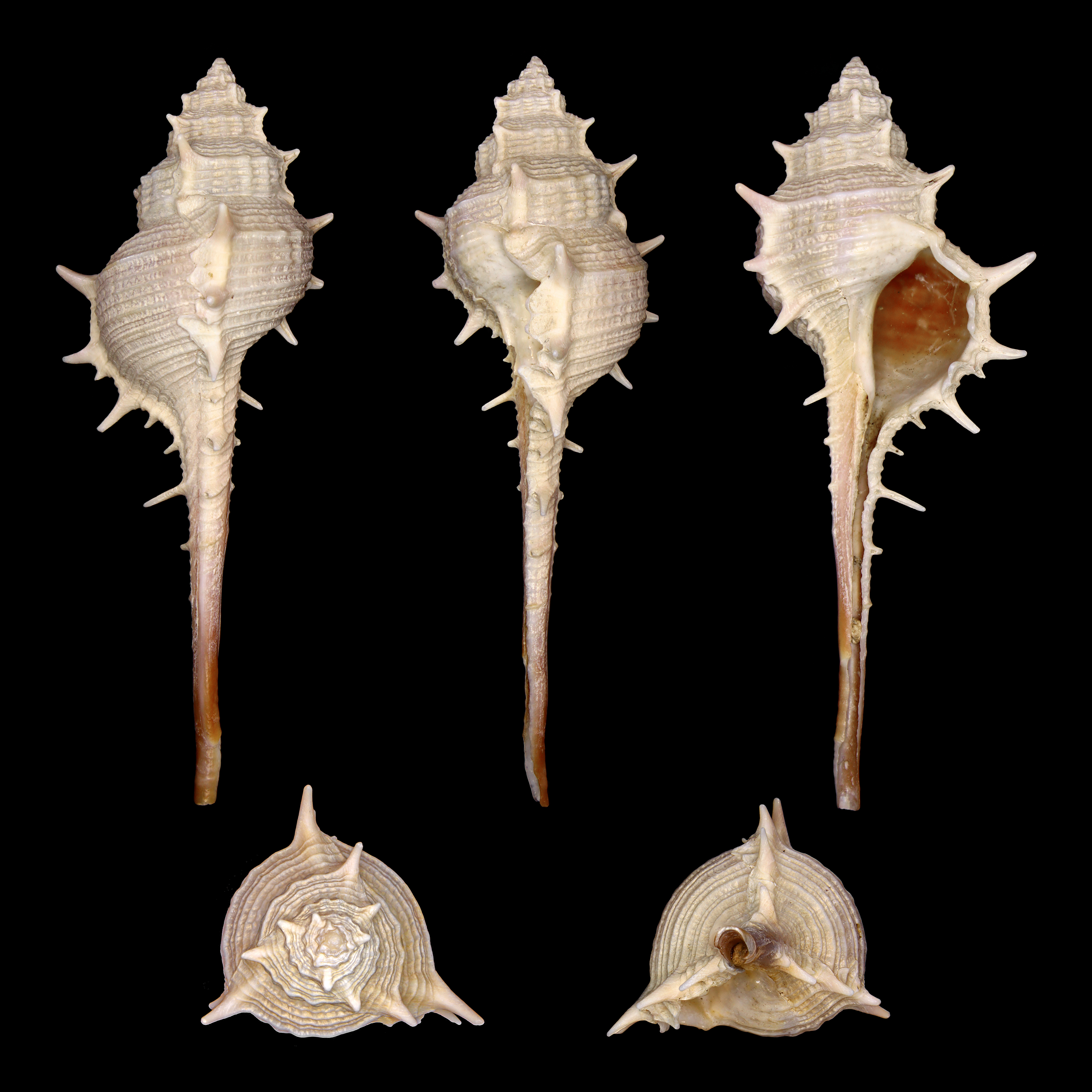
Murex trapa
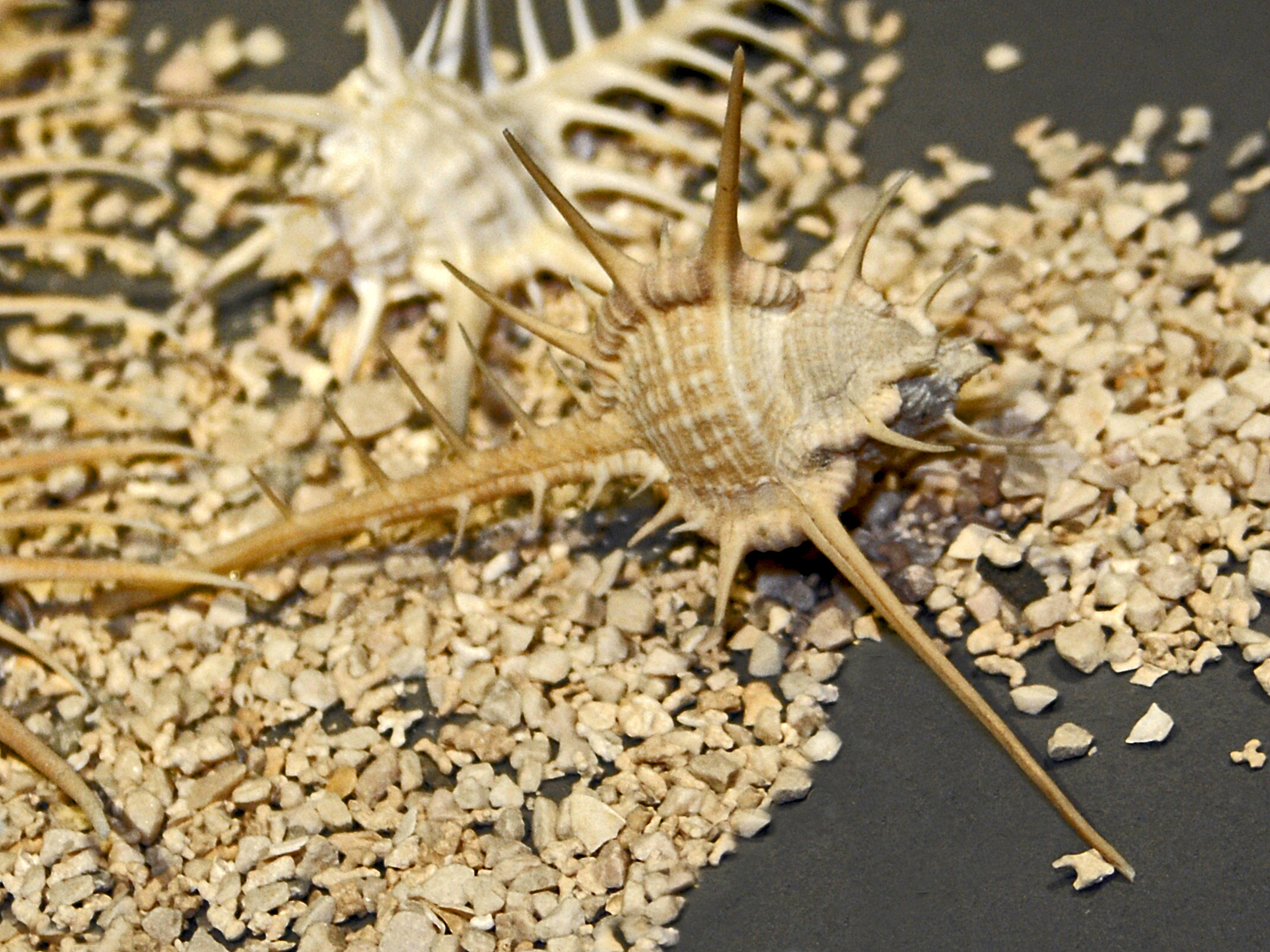
Murex tribulus
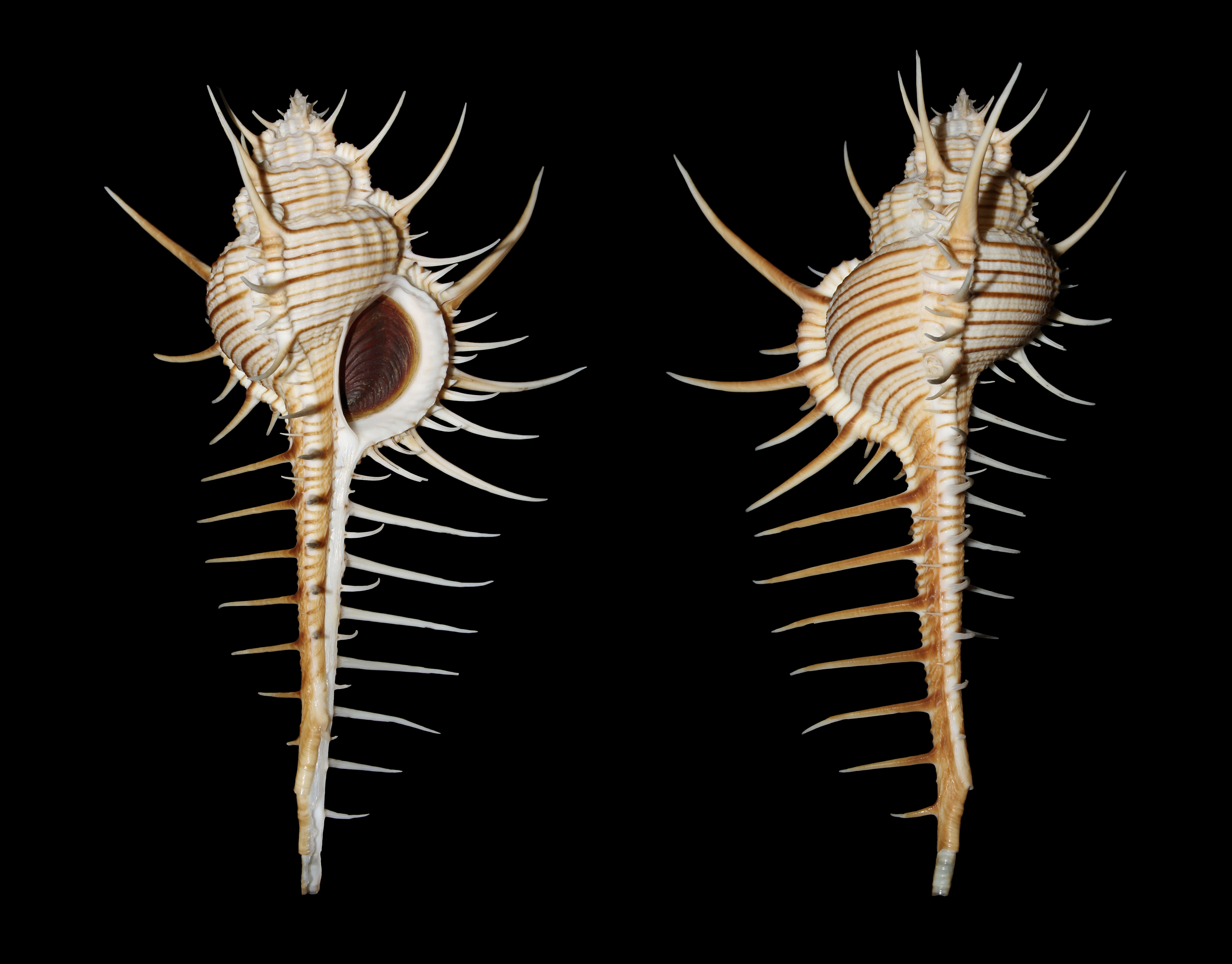
Murex troscheli